# Killer Bees - Api assassine
Killer Bees - Api assassine è un film tedesco del 2008 del regista Michael Karen.

## Trama
In vacanza a Maiorca, Hans Bergmann sarà colto da un improvviso shock anafilattico dopo essere stato punto da un'ape vicino a un vecchio mulino. Per sua fortuna sua figlia Karla, esperta in medicina e presente al momento dell'accaduto, eseguirà una tracheotomia d'emergenza riuscendo a salvargli la vita.
Ma una volta giunto in ospedale le condizioni di Hans peggioreranno rapidamente; nessuna cura sembra avere effetti positivi su di lui e in breve tempo Karla verificherà che la puntura incriminata presenta delle inspiegabili anomalie di forma e colore. Quella da cui Hans (così come molti altri presenti sull'isola spagnola) è stato punto, rientra in una feroce specie di api nere geneticamente modificate il cui veleno risulta essere letale.
Karla, insieme all'entomologo Ben Herzog, dopo aver fatto visita a un apicoltore della zona che accusa la stessa tipologia di api vista da Karla di sterminare le tipiche api dell'isola, sospettano di un noto professore (ex capo di Ben) che spesso fa viaggi in Honduras per importare api americane. Dopo aver fatto visita nel posto dove lavorava Ben, trovano file che dimostra la loro tesi, purtroppo sono colti in flagrante e arrestati. Nella cella in cui sono interrogati, comprendono che anche la polizia indaga sulle api e guardando la cartina in cui sono avvenuti gli avvelenamenti da puntura di api, intuiscono dove si trova il vero laboratorio, ovvero una piccola isola di fronte alla costa colpita dalle api. A questo punto Karla e Ben eludono i poliziotti che li sorvegliavano e vanno sull'isola. 
Spiando il professore del male, vengono a conoscenza che conduceva esperimenti e che non era previsto che le api scappassero, minacciando con una pistola, riescono ad avere un antidoto beta e scappare dall'isola. Intanto sulle coste a causa in un attacco di uno sciame, la polizia decide di sgomberare la zona dai vacanzieri e attaccare con forti insetticidi le api assassine. 
Ben e Karla, mentre cercano di andare in ospedale per salvare Hans da morte certa, cercano il motorino di Karla nel vecchio mulino, e qui trovano un gigantesco alveare, in cui è presente l'ape regina delle api assassine, a cui danno fuoco con benzina, uccidendole tutte compresa la regina.
Avvisando prontamente la polizia di aver ucciso l'ape regina e che quindi non occorre utilizzare l'insetticida; le api senza la regina moriranno tutte da sole. Grazie all'antidoto Hans si salva e ringrazia la figlia. Il professore  viene catturato all'aeroporto mentre trasportava un'altra ape regina.
La conclusione lascia viva la possibilità di un ritorno di queste api.